# Parastou Golestani
Parastou Golestani (en persan: پرستو گلستانی) est une actrice iranienne.
Elle est la nièce de Mehdi Akhavan Sales, poète iranien et l'épouse de Behrouz Baghaei.

## Filmographie
- Pedarsalar
- Dani va man (Dani et moi )
- Rouzi va oghabi (Un jour et un aigle)
- Mard-e hézar tchehreh (l'Homme aux mille visages)